# Johan Löfcrantz Ramsay
Johan Löfcrantz Ramsay, född 20 mars 1969 i Södertälje, är en svensk frilanstrumslagare.
Johan Löfcrantz Ramsay är född och uppvuxen i Södertälje och började spela trummor vid fem års ålder. Han studerade för Olle Lansell vid Södra Latins gymnasium i Stockholm 1985–1988, därefter för Pétur "Island" Östlund vid Kungliga Musikhögskolan i Stockholm 1988–1993.
Löfcrantz Ramsay har samarbetat med Toots Thielemans, Clark Terry, Steve Swallow, Maria Schneider, Kenny Werner, Daryl Coley, Monica Zetterlund, Arne Domnérus, Putte Wickman, Svante Thuresson, Rigmor Gustafsson, Lisa Ekdahl, Peter Asplund, Viktoria Tolstoy, Björn Skifs, Kalle Moraeus, Mikael Rickfors, CajsaStina Åkerström, Carola, Sven-Bertil Taube med flera.